# Radomirci
Radomirci (bułg. Радомирци) – wieś w Bułgarii, w obwodzie Plewen, w gminie Czerwen brjag. Według danych szacunkowych Ujednoliconego Systemu Ewidencji Ludności oraz Usług Administracyjnych dla Ludności, 15 czerwca 2020 roku miejscowość liczyła 1 610 mieszkańców.

## Osoby związane z miejscowością

### Urodzeni
- Mitka Grybczewa (1916–1993) – bułgarska polityk